# Disappearance Diary
Disappearance Diary (яп. 失踪日記, латиніз.: Shissō Nikki, дос. «щоденник зникнення») — манґа, створена Хідео Адзума та опубліковано видавництвом East Press в Японії в березні 2005 році. Манґа являє собою дещо белетризовану автобіографію частинки життя автора і його проблем зв'язаних на алкогольній залежності. Твір отримав безліч нагород в Японії й за її межами. Поза Японією, манґа була ліцензована й опублікована англійською, французькою, іспанською, німецькою, італійською, російською і польськими мовами.

## Сюжет
Твір розповідає історію манґаки Хідео Азуми, який раптово кидає свою роботу, щоб жити як бездомний. Манґа складається з 3 частин, кожна з яких детально описує стан Азуми. Дія першої розгортається у 1989 році, коли манґака, не витримавши тиску, який на нього накладала робота, за одну ніч все кидає. Після невдалої спроби самогубства він вирішує оселитися в лісі, харчуючись недоїдками, знайденими в міському смітті.
Друга частина відбувається через три роки. Азума, який відновив свою кар'єру манґаки, знову вирішує покинути роботу. Він влаштовується на роботу в компанію з прокладання трубопроводу. Наприкінці розділу він згадує, як починав працювати мангакою і що спонукало його до першої втечі.
Третя частина починається наприкінці 1997 року. У ній автор розповідає про період свого алкоголізму та інтернування в лікарняному центрі.

## Нагороди
| Рік  | Нагорода                                  | Категорія                         | Результат | Прим. |
| ---- | ----------------------------------------- | --------------------------------- | --------- | ----- |
| 2005 | 9-тий Японський фестиваль медіа-мистецтва | Головний приз у категорії «Манґа» | Перемога  | [ 1 ] |
| 2006 | Tezuka Osamu Cultural Prize               | Головний приз                     | Перемога  | [ 2 ] |
| 2008 | Angoulême International Comics Festival   | —                                 | Перемога  | [ 3 ] |